# Erika Karlsson
Erika Karlsson, född 9 juli 1987, är en svensk före detta fotbollsspelare.

## Karriär
Karlssons moderklubb är Rosvik IK. Därefter spelade hon för Alviks IK i division 1. I augusti 2005 värvades Karlsson av Umeå IK. I Umeå spelade Karlsson 21 matcher under två och en halv säsong i Damallsvenskan. Hon var även med och vann två SM-guld med klubben.
I december 2007 värvades Karlsson av Sunnanå SK, där hon skrev på ett tvåårskontrakt. I december 2009 värvades Karlsson av Piteå IF. Inför säsongen 2013 gick Karlsson till Piteå Södra DFF. Hon gjorde 20 mål på 21 matcher för klubben i Division 1 under säsongen.